# A Hora Final
On the Beach (bra/prt: A Hora Final) é um filme estadunidense de 1959, dos gêneros ficção científica e drama, dirigido por Stanley Kramer, com roteiro de John Paxton baseado no livro On the Beach, de Nevil Shute.

## Enredo
Uma história de amor, em meio ao caos e destruição que a terceira guerra mundial causou. No ano de 1964, a guerra nuclear ocorre e, a tripulação de um submarino americano, encontra na Austrália o último refúgio seguro, temporariamente, pois a radiação avança engolindo a tudo e a todos. O capitão do submarino, Dwight Towers, vive talvez o último da romance da humanidade com Moira Davidson, já que havia perdido toda sua família, inclusive esposa e filhos, no holocausto nuclear.

## Elenco
| Nome                | Personagem                      |
| ------------------- | ------------------------------- |
| Gregory Peck        | Comandante Dwight Lionel Towers |
| Ava Gardner         | Moira Davidson                  |
| Fred Astaire        | Julian Osborne                  |
| Anthony Perkins     | Tenente Peter Holmes            |
| Donna Anderson      | Mary Holmes                     |
| John Tate           | Almirante Bridie                |
| Harp McGuire        | Tenente Sunderstrom             |
| Lola Brooks         | Tenente Hosgood                 |
| Ken Wayne           | Tenente Benson                  |
| Guy Doleman         | Tenente Com. Farrel             |
| Richard Meikle      | Davis                           |
| John Meillon        | Ralph Swain                     |
| Joe McCormick       | Ackerman                        |
| Lou Vernon          | Bill Davidson                   |
| Kevin Brennan       | Dr. King                        |
| Basil Buller-Murphy | Sir Douglas Froude              |
| John Casson         | Capitão do Exército de Salvação |
| Paddy Moran         | Stevens                         |
| Grant Taylor        | Morgan                          |
| Harvey Adams        | Sykes                           |
| Jim Barrett         | Chrysler                        |
| C. Harding Brown    | Dykers                          |
| Keith Eden          | Dr. Fletcher                    |
| Stuart Finch        | Jones                           |
| Katherine Hill      | Jennifer Holmes                 |
| Audine Leith        | Betty                           |
| Jerry Ian Seals     | Fogarty                         |
| Peter Williams      | Prof. Jorgensen                 |
| Frank Gatliff       | Oficial do rádio                |
| Peter O'Shaughnessy | Associado do Jorgensen          |
| Rita Pauncefort     | Mulher idosa                    |
| John Royle          | Oficial sênior                  |

## Premiações
- Indicado

Academy Awards
Categoria Melhor Edição - Frederic Knudtson[carece de fontes?]
Categoria Melhor Música - Ernest Gold[carece de fontes?]
BAFTA
Categoria Melhor Atriz Estrangeira - Ava Gardner[carece de fontes?]
Golden Globe Awards
Categoria Melhor Filme de promoção da compreensão internacional[carece de fontes?]
Categoria Melhor Drama[carece de fontes?]
Categoria Melhor Diretor - Stanley Kramer[carece de fontes?]
Categoria Melhor Ator Coadjuvante - Fred Astaire[carece de fontes?]
- Ganhou

BAFTA
Categoria Prêmi UN - Stanley Kramer[carece de fontes?]
Blue Ribbon Awards
Categoria Melhor Filme em Lingua Estrangeira - Stanley Kramer[carece de fontes?]
Golden Globes
Categoria Melhor Trilha Sonora - Ernest Gold[carece de fontes?]
Laurel Awards
Categoria Prêmio Laurel de Ouro para Drama 4º Lugar[carece de fontes?]